# کیهی تای شوگون
کیهی تای شوگون (به ژاپنی: 騎兵大将軍 きへいたいしょうぐん) یک افسر نظامی است که در سیستم ریتسوریو ژاپن در دوره نارا تأسیس شد. فرماندهی که سواره نظام وظیفه از کشورهای مختلف را به منظور نشان دادن وقار و احترام در هنگام ورود نمایندگان خارجی به پایتخت کیوتو یا هنگام ورود امپراتور، گروه را هدایت می‌کند. افسر سواره نظام.